# Starokórsunskaya
Starokórsunskaya (del ruso: Староко́рсунская) es una stanitsa del ókrug urbano de Krasnodar del krai de Krasnodar, en el sur de Rusia. Está situada en la orilla septentrional del embalse de Krasnodar del río Kubán, 23 km al este de Krasnodar. Tenía una población de 10 776 habitantes en 2002.
Es cabeza del municipio Starókorsunskoye del distrito Karasunski, al que pertenecen asimismo Dorozhni y Raziezd.

## Historia
Fue fundada en 1794 como uno de los primeros asentamientos de los cosacos del Mar Negro en el Kubán. La tropa que estableció el asentamiento estaba bajo el mando del atamán Zajari Chepiga. La primera escuela fue fundada en 1867. En 1916 contaba con 13 478 habitantes. Hasta 1920 pertenecía al otdel de Ekaterinodar del óblast de Kubán.
En 1927 se estableció el koljós Krasni voin. En 1932 fue incluida en las listas negras de sabotaje por lo que parte de su población y sometida a hambruna. Durante la Gran Guerra Patria, fue ocupada por la Wehrmacht de la Alemania Nazi el 10 de agosto de 1942 y liberada por el Ejército Rojo de la Unión Soviética el 11 de febrero de 1943. En 1957 se estableció el koljós Lenin.

## Cultura y lugares de interés
La casa de cultura es de 1969. En 1987 se erigió un monumento a los soldados campesinos. En 2010 se construyó un memorial a los veteranos de la Gran Guerra Patria.

## Economía y transporte
Los principales sectores económicos de la población son la agricultura y la pesca.
Cinco kilómetros al norte de la stanitsa se halla la estación Stopiati de la línea de ferrocarril Krasnodar-Kropotkin. Por la localidad pasa la carretera Krasnodar-Ust-Labinsk.